# Веретенообразная извилина

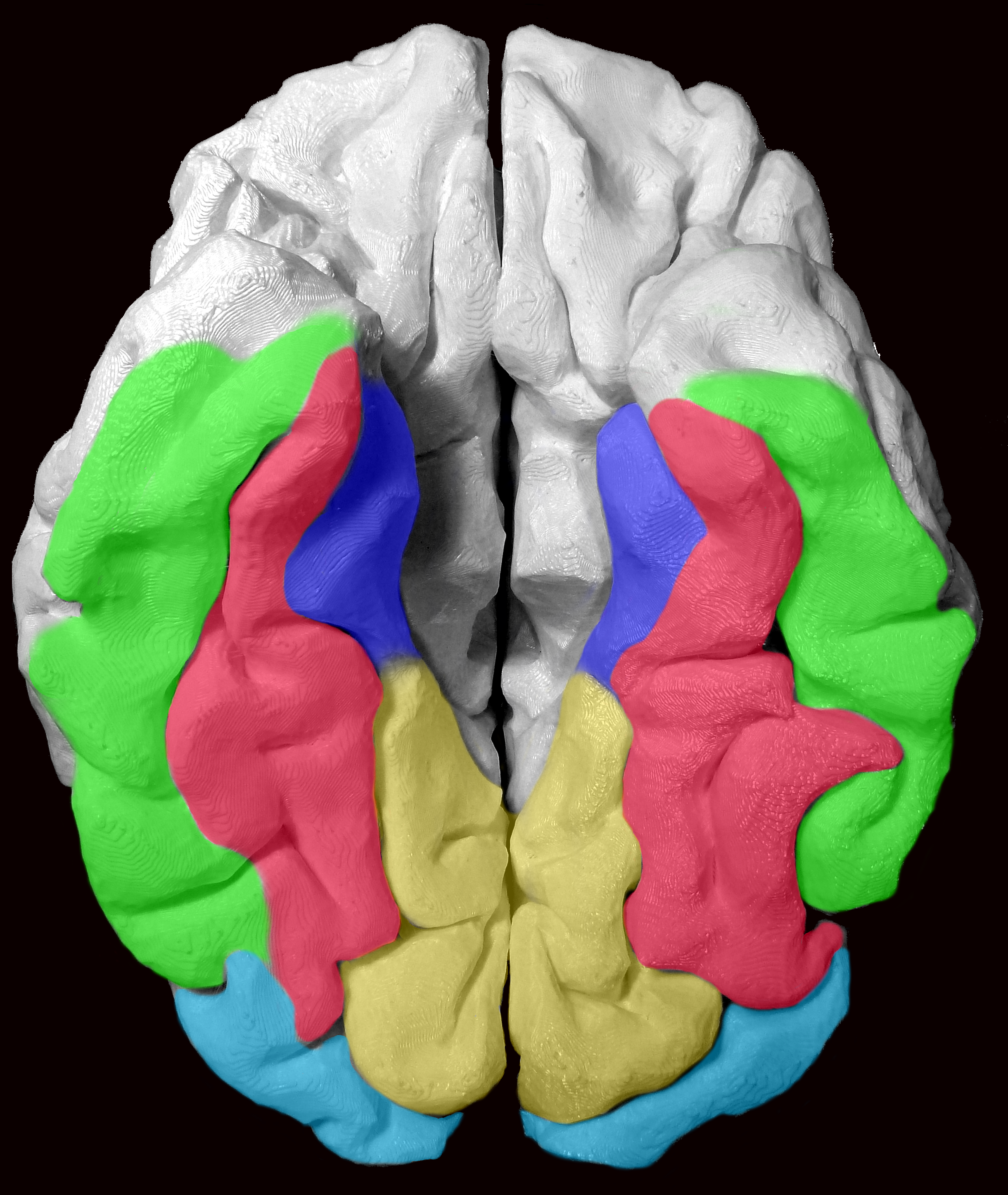
Веретенообразная извилина отмечена кразным

Веретенообразная извилина — также известна как боковая затылочно-височная извилина , часть височной доли и затылочной доли в поле 37 по Бродману. Веретенообразная извилина расположена ниже язычной извилины и парагиппокампальной извилины и выше нижней височной извилины. Хотя функциональность веретенообразной извилины ещё не до конца исследована, она связана со множеством нейронных путей, ответственных за визуальное и иное распознавание. Также она вовлечена в разные нейробиологические феномены, такие как синестезия , дислексия и прозопагнозия.

## Функция
Точная функция веретенообразной извилины ещё под вопросом, но есть общий консенсус вовлечённости её в следующие нейронные пути:

#### Обработка информации о цвете
В 2003 году Вилейанур Рамачандран объединился с учеными из института Салка для того чтобы исследовать роль веретенообразной извилины в обработке цветов. Рассматривая закономерности связанные с синестезией Рамачандран нашел что люди с ней имеют более высокую плотность волокон в районе угловой извилины. Угловая извилина вовлечена в высшие центры обработки цвета. Другие волокна передают информацию о форме с веретенообразной извилины в угловую извилину для создания ассоциаций между цветами и формами в случае графемно-цветовой синестезии.

#### Распознавание лиц и частей тела
Части веретенообразной извилины критичны для распознавания лиц и частей тела

#### Распознавание слов
Есть гипотезы о вовлечённости веретенообразной извилины левого полушария в распознавание слов

#### Внутрикатегорная идентификация
Дальнейшие исследования учеными MIT показали что правая и левая веретенообразная извилина играют разные роли которые последовательно взаимосвязаны . Левая веретенообразная извилина распознает свойства объекта схожие с лицами, в то время как правая определяет что эти свойства объектов представляют настоящее лицо.